# Necker Island, Brittiska Jungfruöarna

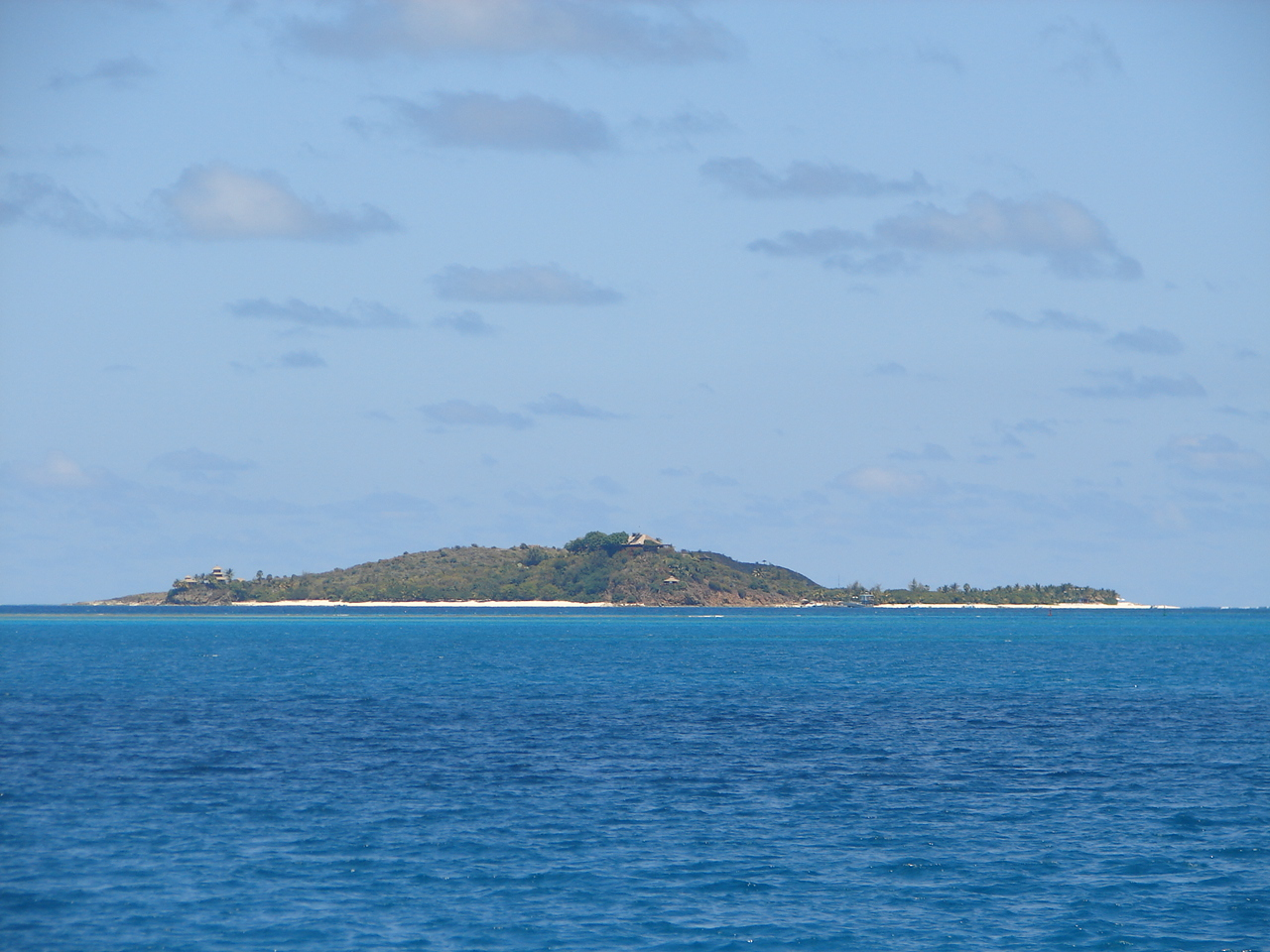
Necker Island

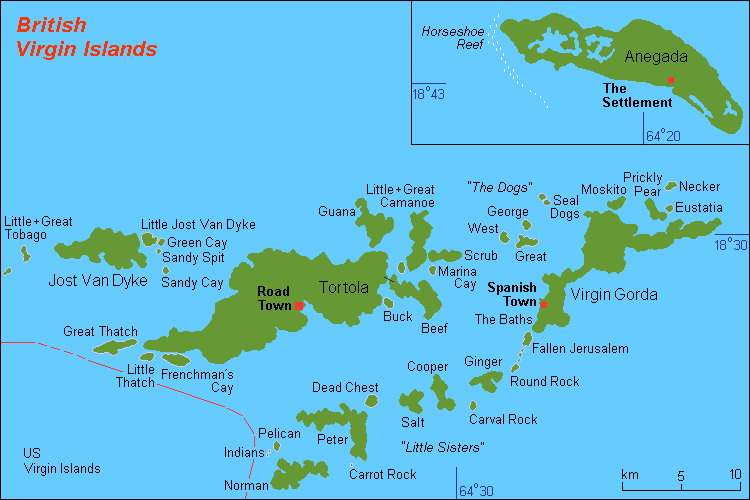
Brittiska Jungfruöarna

Neckerön (engelska: Necker Island) är en ö i ögruppen Brittiska Jungfruöarna i Västindien och tillhör Storbritannien.

## Geografi
Neckerön ligger i Karibiska havet cirka 11 km nordöst om huvudön Tortola och cirka 1 km norr om Virgin Gorda. Ön är av vulkaniskt ursprung, har en areal om cirka 0,3 km² och omges av ett korallrev. Den högsta höjden är Devils Hill på cirka 50 m ö.h.. Den numera helt privatägda ön saknar bofast befolkning. Ön kan endast nås med helikopter eller fartyg, färjan från Tortola tar cirka 30 minuter och från Virgin Gorda cirka 15 minuter.

## Historia
Neckerön upptäcktes 1493 av Christofer Columbus under sin andra resa till Nya världen. Den har troligen alltid varit obebodd. Namnet härstammar från den nederländske kaptenen Johannes de Neckere som levde under 1600-talet. 1672 införlivades ön i den brittiska kolonin Antigua. 1773 blev ön tillsammans med övriga öar till det egna området Brittiska Jungfruöarna. 1979 köptes ön av den engelske äventyraren och företagaren sir Richard Branson och nu är hela ön privatägd. Idag är turism öns enda inkomstkälla då den går att hyra och en rad kända personer har semestrat på ön.